# Éthyle de télotristat
Le télotristat est un médicament utilisé pour traiter la diarrhée due au syndrome carcinoïde .est vendu sous le nom de marque Xermelo.

## Usage médical
Il agit en bloquant la tryptophane hydroxylase, diminuant ainsi la production de sérotonine ,.
Il est pris par voie orale, trois fois par jour. Le médicament est utilisé en association avec un agent de type somatostatine .

## Effets secondaires
Les effets secondaires de ce médicament  comprennent des douleurs abdominales, des problèmes de foie ou de la fatigue. D'autres effets secondaires peuvent inclure une constipation . Des doses plus faibles peuvent être nécessaires chez les personnes souffrant de problèmes de foie. L'utilisation de ce médicament pendant la grossesse n'est pas recommandée. 

## Histoire
Le médicament a été approuvé pour un usage médical aux États-Unis et en Europe en 2017,. Aux États-Unis, cela coûte environ 8 000 dollars par mois en 2021. Au Royaume-Uni, ce montant coûte au NHS environ 1 100 livres sterling.